# Nichika Yamada
Nichika Yamada (japanska: 山田 二千華), född 24 februari 2000 är en volleybollspelare (center). Hon spelar för Japans damlandslag i volleyboll och för klubblaget NEC Red Rockets. Yamada spelade med landslaget i OS 2020 (spelat 2021) och VM 2022.